# Isaak

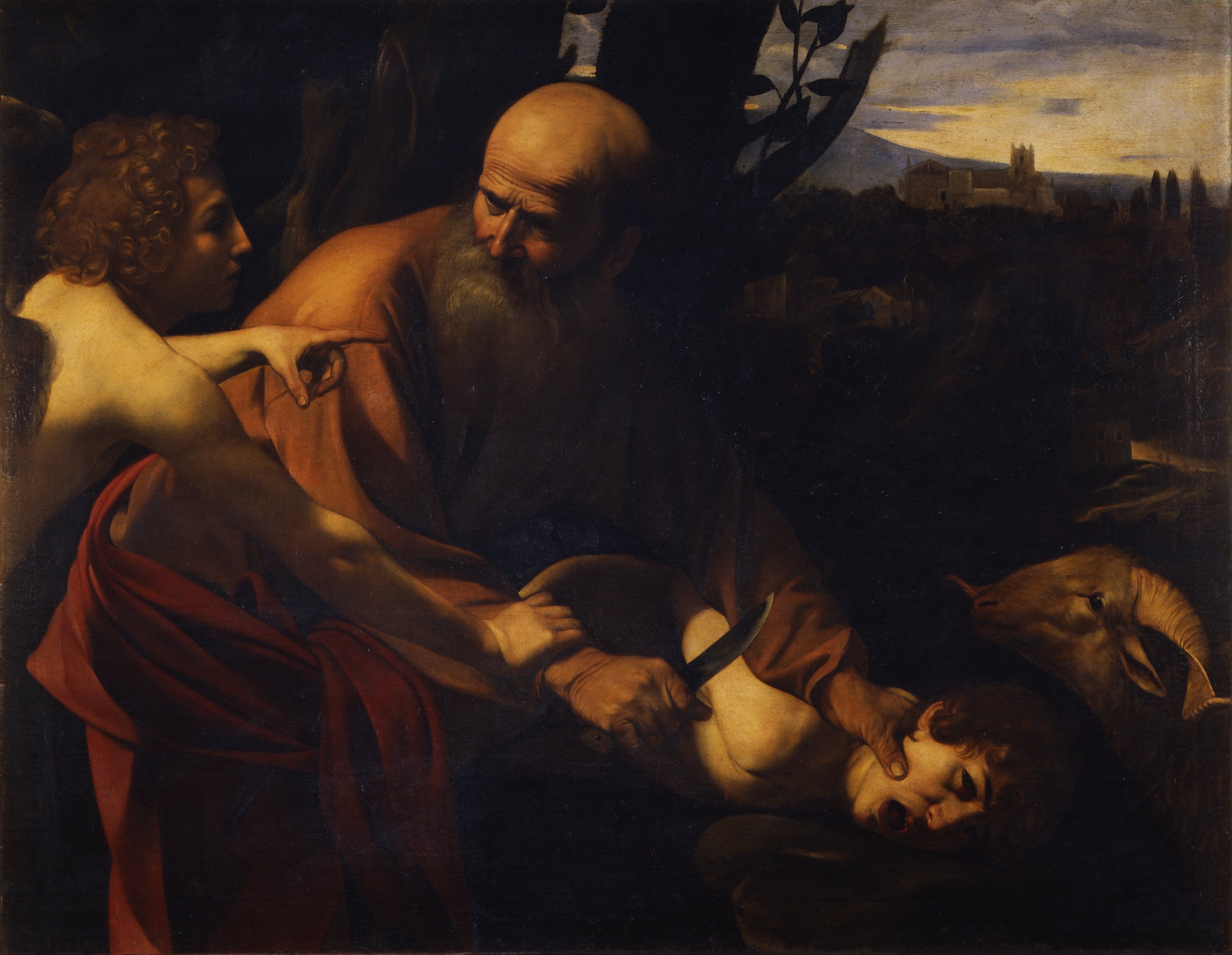
Caravaggio: Die Opferung Isaaks

Giovanni Battista Piazzetta: Rebekka am Brunnen.

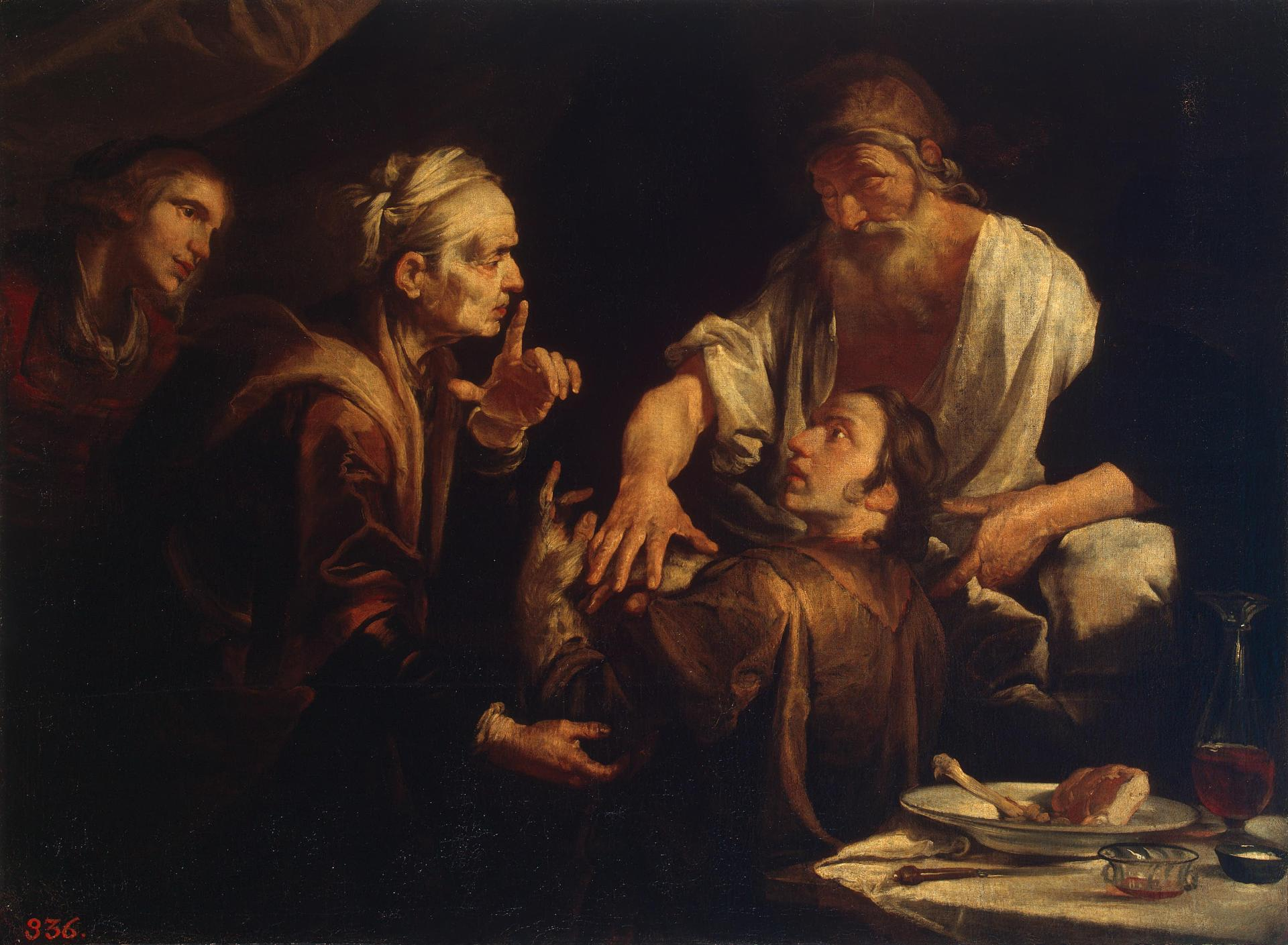
Gioacchino Assereto: Isaak segnet Jakob

Isaak, Sohn Abrahams und Vater der Zwillingsbrüder Esau und Jakob, ist einer der Erzväter der Israeliten nach der Tora des Tanach bzw. dem Alten Testament der Bibel. Als solcher ist er eine zentrale Figur des Judentums. Seine Geschichte erzählen die Kapitel (Gen 21–28 ) im 1. Buch Mose. Demnach lebte er etwa im 19. Jahrhundert v. Chr. Jedoch ist fraglich, ob es sich um eine historische Person handelt. Außerbiblisch ist nichts über ihn bekannt.

## Name
Der hebräische Name „Isaak“ bezeichnet in der Hebräischen Bibel ausschließlich den Erzvater. Außerbiblisch ist er zuvor nicht belegt, auch nicht inschriftlich. Der Name wird im Masoretischen Text hauptsächlich יִצְחָק jiṣḥāq geschrieben (z. B. in Gen 17,19 ), seltener auch יִשְׂחָק jiśḥāq (nur in Jer 33,26 , Am 7,9 .16 , Ps 105,9 ). Schließlich ist in Qumran die Schreibung יסחק jsḥq belegt (4Q225 Frg. 2 I, 9). Die Septuaginta gibt den Namen immer als Ισαακ Isaak wieder, ebenso das Neue Testament (Ἰσαάκ Isaák, z. B. Mt 1,2 ), woher die deutsche Form des Namens kommt.
Der Name wird bereits innerbiblisch mit der Wurzel צחק śḥq / שׂחק ṣḥq „lachen“ auf verschiedene Weise in Verbindung gebracht. In Gen 17,17  (zugehörig zur Priesterschrift) ist es Abraham, der ungläubig lacht, als Gott ihm ankündigt, seine Frau Sara werde einen Sohn gebären. In Gen 18,12  ist es Sara, die lacht, als sie hört, wie Abraham von einem der drei Gottesboten angekündigt wird, dass sie binnen eines Jahres einen Sohn empfangen wird. Sie denkt: „Ich bin doch schon alt und verbraucht und soll noch Liebeslust erfahren? Auch ist mein Herr doch schon ein alter Mann!“ (ebd.) Darauf fragt JHWH Abraham, warum Sara lache und so denke, Sara streitet aber in der Folge aus Angst ab, dass sie gelacht hat (Gen 18,15 ). Nachdem in Gen 21,3  die Namensgebung Isaaks durch seinen Vater Abraham berichtet worden ist, erscheint Gen 21,6  wie ein Kommentar seitens seiner Mutter: „Gott ließ mich lachen; jeder, der davon hört, wird mir zulachen.“ (ebd.) Das Lachen wird hier wieder zunächst auf Sara bezogen, dann aber auch auf diejenigen, die vom Wunder dieser Geburt hören werden.
Entgegen der biblischen Deutung des Namens, dass es ein Mensch ist, der lacht, muss als ursprüngliches Subjekt des Namens wohl Gott angenommen werden. Seit Martin Noth wird יִצְחָק jiṣḥāq als Kurzform angesehen und auf die vollständige Form *יִצְחָקְאֵל jiṣḥāq’el zurückgeführt. Diese weist das grammatikalische Muster Imperfektform-Gottesname auf und bedeutet „Gott hat gelacht / gescherzt“ oder – mit Auffassung des Verbs als Kausativ – „Gott hat (jemanden) zum Lachen gebracht“.
Für die Bedeutung der Personennamen spielt meist die Situation bei der Geburt des Kindes eine wesentliche Rolle. Fasst man Gott als Subjekt des Lachens auf, wird darin seine „gnädige und huldvolle Zuneigung“ ausgedrückt, wird das Kind als Subjekt des Lachens angenommen, kann darin die „Zufriedenheit über das Gedeihen des Kindes“, vielleicht auch nach überstandener Krankheit, ausgedrückt sein.

## Biblische Überlieferung
Über Isaak ist von allen drei Erzvätern am wenigsten biblisch überliefert. Er ist der zweitgeborene Sohn Abrahams, der einzige, den er mit seiner Frau Sara zeugte. Im Alter von acht Tagen wird Isaak beschnitten. Abraham wird von Gott auf die Probe gestellt, indem er seinen Sohn Isaak opfern soll (Gen 22 ) (hebräisch Akeda, siehe Bindung Isaaks). Abraham gehorcht und macht sich mit seinem Sohn auf den Weg ins Land Moria. Dort baut er einen Altar und bindet Isaak darauf fest, um ihn zu opfern. Ein Engel Gottes greift im letzten Moment ein, erklärt Abraham die Probe und bestätigt ihm und seinen Nachkommen ewigen Segen. (Gen 22,16–18 )
Nach dem Tod seiner Frau Sara schickt Abraham seinen ältesten Diener in seine Heimat in die Gegend von Haran, um für Isaak eine Frau zu suchen. Vor der Stadt angekommen bittet der Knecht Gott um ein Zeichen, welche Frau für Isaak bestimmt sei. Die Frau, die ihm und seinen Kamelen zu trinken geben werde, soll die Auserwählte sein. Bevor er seine Bitte zu Ende sprechen kann, erscheint Rebekka, eine Enkelin von Nahor, dem Bruder Abrahams, und tut wie gebeten. Sie und ihre Eltern erklären sich mit der Heirat einverstanden, und Rebekka zieht mit dem Knecht zurück nach Kanaan.
Isaak ist 40 Jahre alt, als er Rebekka heiratet. Bevor Abraham stirbt, setzt er Isaak zum alleinigen Erben ein und schickt die Söhne seiner Nebenfrauen mit Geschenken fort. Isaak tut in allem, wie Gott ihm befiehlt, und erlangt dadurch großen Reichtum. Nachdem er in einem Jahr hundertfältig geerntet hat und sehr reich geworden ist, schicken ihn die Philister, in deren Nähe er wohnt, weg. Rebekka ist 20 Jahre lang kinderlos, bekommt dann jedoch, nach einem Gebet Isaaks, Zwillinge: Esau und Jakob. Schon vor der Geburt spricht Gott zu Rebekka, dass der erstgeborene Sohn später dem jüngeren dienen wird. Esau, der ein Jäger wird, ist der Liebling Isaaks und Jakob, der ein gesitteter Mann wird, der Liebling Rebekkas. Im hohen Alter erblindet Isaak. So kann sich der zweitgeborene Sohn Jakob mit Hilfe bzw. auf Anstiftung seiner Mutter Rebekka den Segen, der eigentlich für Esau bestimmt ist, von Isaak erschleichen (siehe dazu: Linsengericht). Jakob muss daraufhin vor Esaus Hass fliehen, etwa 20 Jahre später versöhnen sich die beiden jedoch wieder. Nachdem Isaak im Alter von 180 Jahren gestorben ist, wird er von seinen beiden Söhnen gemeinsam begraben. (Gen 35,29 )

## Isaak im Christentum
Im Neuen Testament wird der Stammbaum Jesu von Nazaret über Isaak und Rebekka auf Abraham zurückgeführt. Damit reklamiert das Christentum seinen Anteil an der biblischen Überlieferung, die mit Abraham an die Erzväter Israels ergangen war. An Stellen wie Röm 8,32  und Joh 3,16 , wo von Jesus als dem „hingegebenen Sohn“ die Rede ist, wird außerdem ein Bezug auf den zur Opferung ausersehenen Isaak gesehen.
Isaaks Gedenktag im Kalender der Lutherischen Kirche – Missouri-Synode ist der 16. August.

## Isaak im Islam
Auch im Koran wird Ishaq (arabisch إسحاق, DMG Isḥāq) erwähnt. Nach dortiger Darstellung steht Isaak jedoch hinter Ismael, dem von Abraham (arab. Ibrahim) mit Hagar, Saras Magd, gezeugten erstgeborenen Sohn zurück (Sure 14,39; 2,125–140). Die Darstellung des Korans erwähnt beim Bericht der Unterbrechung von Abrahams Opferung seines Sohnes keinen Namen, sondern spricht von „dhabih“. Frühere islamische Gelehrte waren sich uneinig über die Identität des „dhabih“. Während einige frühere Gelehrte, wie Tabari, Isaak für den zu opfernden Sohn hielten, argumentierten spätere islamische Gelehrte wie Ibn Kathīr, dass es sich hier nur um Ismael gehandelt haben könne; letztere Auffassung ist heute unter Muslimen weithin üblich.